# Акулово (Островский район)
Акулово — деревня в Островском районе Костромской области. Входит в состав Адищевского сельского поселения

## География
Деревня находится в южной части Костромской области, в подзоне южной тайги, на берегу реки Мера, при автодороге 34Н-6.

### Климат
Климат характеризуется как умеренно континентальный, с продолжительной многоснежной зимой и относительно коротким тёплым летом. Среднегодовая температура воздуха — 3,1 °C. Средняя температура воздуха самого холодного месяца (января) — −11,8 °C (абсолютный минимум — −46 °C); самого тёплого месяца (июля) — 17,6 °C (абсолютный максимум — 37 °С). Безморозный период длится 131 день. Годовое количество атмосферных осадков составляет 593 мм, из которых большая часть выпадает в тёплый период. Снежный покров устанавливается в третьей декаде ноября и держится в течение 149 дней.

## История
Ближайшие сподвижники Царя Михаила Романова, стольник и окольничий, имели вотчины в деревне Акулово. Деревня Окулово (Акулово) входила в состав Куекоцкой волости Костромского уезда.
В 1627—1630 годах полдеревни Окулово на реке Мере числилось в поместье у Василия Григорьевича Козловского. В 1646 году деревня Окулово числилась в вотчине стольника князя Фёдора Никитича Борятинского. В 1678 году в вотчине князя Григория Афанасьева сына Козловского числилось полдеревни Окулово.
В 1968 году на берегу реки Мера проходили съёмки фильма «Снегурочка».

## Население
| 2008 | 2010 | 2014 |
| ---- | ---- | ---- |
| 0    | ↗75  | ↘3   |

## Инфраструктура
Личное подсобное хозяйство с зоной сельскохозяйственного использования, индивидуальная застройка усадебного типа.

## Транспорт
Автобусное сообщение с райцентром. Остановка общественного транспорта «Акулово». 